# Tony Vidmar
Tony Vidmar (Adelaide, 4 juli 1970) is een Australische voetballer van Italiaans-Sloveense afkomst die in 2008 zijn carrière afsloot bij de Central Coast Mariners in zijn thuisland. Hij speelde in Nederland voor NAC Breda.

## Biografie
Tony Vidmar begon zijn loopbaan als professioneel voetballer in het seizoen 1988/1989 in zijn geboortestad bij Adelaide City Force op 18-jarige leeftijd. Na vier seizoen deed hij zijn eerste poging tot een Europees avontuur bij het Belgische Germinal Ekeren. Hij kwam daar echter amper tot spelen toe en ging na een jaar weer terug naar zijn oude club. In 1995 vestigde het Nederlandse NAC de aandacht op de speler wat hem een contract opleverde. Daar speelde hij twee seizoenen al basisspeler tot hij in 1997 werd verkocht aan de Schotse topclub Glasgow Rangers. Daar speelde Vidmar meer dan honderd wedstrijden en besloot hij in het seizoen 2002/2003 voor een nieuw avontuur te kiezen. Hij ging naar Middlesbrough FC dat in Engeland in de hoogste competitie, Premiership, speelt. Hij was daar echter niet succesvol en kwam maar twaalf keer tot spelen toe. Cardiff City bood verlossing en hij speelde daar van 2003 t/m 2005. Halverwege het seizoen 2004/2005 probeerde NAC Breda de verdediger terug te halen, maar uiteindelijk ketste de transfer af. Aan het einde van het seizoen deed de ploeg een nieuwe poging, ditmaal met succes. Vidmar tekende een eenjarig contract voor de club in het seizoen 2005/2006. Zijn terugkeer naar Nederland verliep echter niet als verwacht. Ondanks een sterke selectie wist NAC niet te presteren. Ook Vidmar haalde zijn oude niveau nooit. Uiteindelijk wist NAC ternauwernood degradatie te ontlopen.
Voor Vidmar zelf liep het dramatische seizoen nog veel slechter af. In mei 2006 werden hartproblemen geconstateerd bij de verdediger. Lange tijd leek het erop dat de speler zijn loopbaan moest beëindigen. Uiteindelijk zorgde een geslaagde operatie ervoor dat hij toch nog langer door kon gaan, maar Vidmar miste wel het WK 2006. Overbodig geworden bij NAC besloot hij terug te keren naar Australië, waar hij de komende twee seizoen uitkomt voor de Central Coast Mariners. In februari 2008 beëindigde hij zijn loopbaan.
Vidmar is de broer van voetballer Aurelio Vidmar.

## Erelijst
Gedurende zijn loopbaan heeft de speler aardig wat prijzen in de wacht weten te slepen. Met Adelaide City Force won hij in de seizoenen 1991/1992 en 1993/1994 de Australische National Soccer League. Met de Glasgow Rangers won hij een groot aantal prijzen: het nationale kampioenschap in 1999 en 2000, de nationale beker in 1999, 2000 en 2002 en de Schotse League Cup in 1998 en 2002. Bovendien staat hij op derde plaats in de ranglijst van Australische recordinternationals. Vidmar speelde 76 interlands, waarin hij driemaal scoorde. Hij behoorde tot de selecties van de Socceroos voor de Confederations Cup 1997. Op 4 oktober 2006 speelde Vidmar voor de laatste keer voor Australië in een oefenwedstrijd tegen Paraguay, waarin ook Željko Kalac, Stan Lazaridis en Tony Popović hun laatste internationale optreden hadden.

## Loopbaan
| seizoen | club                   | wedstrijden | doelpunten | competitie              |
| 1988/89 | Adelaide City Force    | 10          | 1          | Australië               |
| 1989/90 | Adelaide City Force    | 26          | 4          | Australië               |
| 1990/91 | Adelaide City Force    | 23          | 3          | Australië               |
| 1991/92 | Adelaide City Force    | 20          | 1          | Australië               |
| 1992/93 | Germinal Ekeren        | 9           | 1          | Belgische Eerste Klasse |
| 1993/94 | Adelaide City Force    | 27          | 4          | Australië               |
| 1994/95 | Adelaide City Force    | 22          | 1          | Australië               |
| 1995/96 | NAC                    | 30          | 2          | Nederlandse Eredivisie  |
| 1996/97 | NAC                    | 31          | 2          | Nederlandse Eredivisie  |
| 1997/98 | Glasgow Rangers        | 12          | 0          | Schotland               |
| 1998/99 | Glasgow Rangers        | 28          | 0          | Schotland               |
| 1999/00 | Glasgow Rangers        | 27          | 5          | Schotland               |
| 2000/01 | Glasgow Rangers        | 15          | 1          | Schotland               |
| 2001/02 | Glasgow Rangers        | 24          | 1          | Schotland               |
| 2002/03 | Middlesbrough FC       | 12          | 0          | Engelse Premiership     |
| 2003/04 | Cardiff City           | 45          | 1          | Engeland                |
| 2004/05 | Cardiff City           | 28          | 1          | Engeland                |
| 2005/06 | NAC                    | 21          | 0          | Nederlandse Eredivisie  |
| 2006/07 | Central Coast Mariners |             |            | Australische A-League   |
| 2007/08 | Central Coast Mariners |             |            | Australische A-League   |
| TOTAAL  |                        | 410         | 28         |                         |